# 탈피오트

## 개요

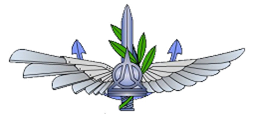
탈피오트 마크

탈피오트(영어:Talpiot, 히브리어:תלפיות)는 히브리어로 '최고 중의 최고' 라는 뜻을 가진, 이스라엘의 과학기술분야 전문가 양성 목적의 엘리트부대 제도이다. 탈피오트라는 단어는 사전적으로 ‘견고한 산성’ 또는 ‘높은 포탑'의 의미이며, 구약성서에서는 리더십을 뜻하는 은유적 표현으로 쓰이기도 한다. 탈피오트 제도는 고교졸업자를 대상으로 소수의 엘리트를 선발하여 첨단 군사과학 인재로 육성시킴으로써 이스라엘을 현재의 강국으로 만드는 데 근간이 된 국방과학기술 전문 장교 육성제도라 평가받고 있다.

## 탄생 배경

### 욤 키푸르 전쟁
유대교의 5,734번째 속죄일이었던 1973년 10월 6일, 욤 키푸르 전쟁(4차 중동전쟁)이 발발했다. 6일 전쟁(3차 중동전쟁)과 욤 키푸르 전쟁 발발 사이 몇 년 동안 이스라엘은 이집트, 시리아와의 지속전인 소모전을 벌이고 있었다. 이스라엘에 무기를 공급하던 많은 나라는 원유 자원을 앞세운 아랍국가의 위협으로 무기 공급을 중단했다. (1967년 전까지 이스라엘 무기 공급의 중심이었던 프랑스도 포함) 비록 미국이 약간의 무기 공급을 지속했으나 결국 이스라엘은 주요 무기 공급원이 없어진 반면, 이집트와 시리아를 포함한 아랍 국가들은 소비에트 연방으로부터 많은 무기를 지원받았다. 소련 또한 부유한 자원을 가졌으며 전 세계 중 가장 위태로운 지역인 이 나라들과의 관계를 견고하게 맺기를 희망했기 때문이었다. 아랍국가 군대에 무기 재보급이 엄청난 성과를 거두며 이집트와 시리아는 군대에 새 무기체계를 훈련시키는 군인들을 투입했고 빠르게 전투력을 보강했다. 이 모든 과정은 이스라엘이 3차 중동전쟁의 대승으로 인해 현실에 안주하고 있을 시기에 진행되었다.  당시 이스라엘은 시민들과 군 장교들, 정부까지 어떤 전쟁에서도 패할 수 없다고 생각할 만큼 자부심에 취해있었다. 이 자부심은 욤 키푸르 전쟁이 발발함과 동시에 무너졌고 전쟁 첫날 이스라엘은 전투기 49대를 잃었다. 3차 전쟁 전체 기간에 잃은 것보다 많은 수였다. 욤 키푸르 전쟁이 10월말에 끝나갈 무렵 이스라엘은 공군 전력의 5분의 1을 잃었다.
이에 따라 당시 이스라엘 내에서는 이스라엘이 아랍 군대에 기술, 전술, 전략, 작전 수행 능력은 물론이고 지능정보전에서마저 패배했다는 자성과 함께 이스라엘에 질적 우위를 가져다줄 수 있는 혁신적인 방안이 모색되었고 탈피오트 제도가 탄생하게 되었다.

## 기초 제안
히브리대학의 샤울 야치프(Shaul Yatziv)와  펠릭스 도싼(Felix Dothan) 교수가 제안한 다음과 같은 세 가지 안이 당시 탈피오트 제도의 기초가 되었다.
| 1 | 인간의 창의성이 정점에 이르는 20대의 독창적 아이디어를 바탕으로 다른 나라가 만든 적 없는 혁신적인 무기를 만들어 낼 것          |
| 2 | 이스라엘 방위군(IDF), 특히 수리 능력과 사고력 면에서 가장 뛰어난 인재를 선발하고 있는 공군이 프로그램 관련 책임을 직접 맡을 것 |
| 3 | 선발된 간부후보생에게 물리학, 수학 등의 학사학위를 3년으로 단축하여 취득할 수 있도록 할 것                                     |

그러나 이 제안들은 초기에 다양한 반발에 직면하였는데, 대학들은 군인들이 캠퍼스로 오는 것을 달가워하지 않았으며 군부는 당장 비행기를 조종하고 탱크를 운전할 전사들이 더 필요하다는 점과 이 프로그램으로 인한 막대한 예산 소요 및 엘리트주의 조장 등의 사유로 이 제안을 반대하였다. 뿐만 아니라, 당시 최고의 인재들을 우선적으로 선발하였던 8200부대(통신 도청 담당 부대)와의 인재 모집 경쟁도 치열했다. 그러나, 이 모든 우려는 20대 초반의 창의적 인재를 육성하여 이들의 참신하고 창조적인 아이디어를 활용해 군을 혁신하려는 지도부의 확고한 결심과 추진력으로 극복되었고, 그 결과 탈피오트 제도가 시작될 수 있었다.

## 선발
이스라엘 방위군(IDF)은  탈피오트 제도를 고등학교 졸업예정자 중 과학 분야 최고의 엘리트 50명을 선정하는 프로그램으로 정의하고 있다.
이들을 선발하기 위해 매년 전체 고교졸업자 중 고등학교 교장, 또는 과학 교사로부터 추천된 1만여 명 이상의 성적 우수자들을 대상으로 1차 심사 및 서류전형을 통해 1,000명으로 압축한 후 필답시험과 면접을 통해 120명을 선발하게 된다. 선발된 인원들은 2일 동안 개인의 인성 및 적성 관련 시험은 물론 팀별 과제해결 시험 등 집단 시험을 포함한 강도 높은 시험을 치르게 되며 이를 통과한 50명 정도가 최종 선발된다.
| 추천       | 1차 심사    | 심층 서류심사 | 필답시험   | 개인 면접  | 인·적성/팀 과제                 |
| ---------- | ----------- | ------------- | ---------- | ---------- | ------------------------------- |
| 1만명 이상 | 5000명 선발 | 1000명 선발   | 180명 선발 | 120명 선발 | 강도 높은 테스트 통해 50명 선발 |

## 복무

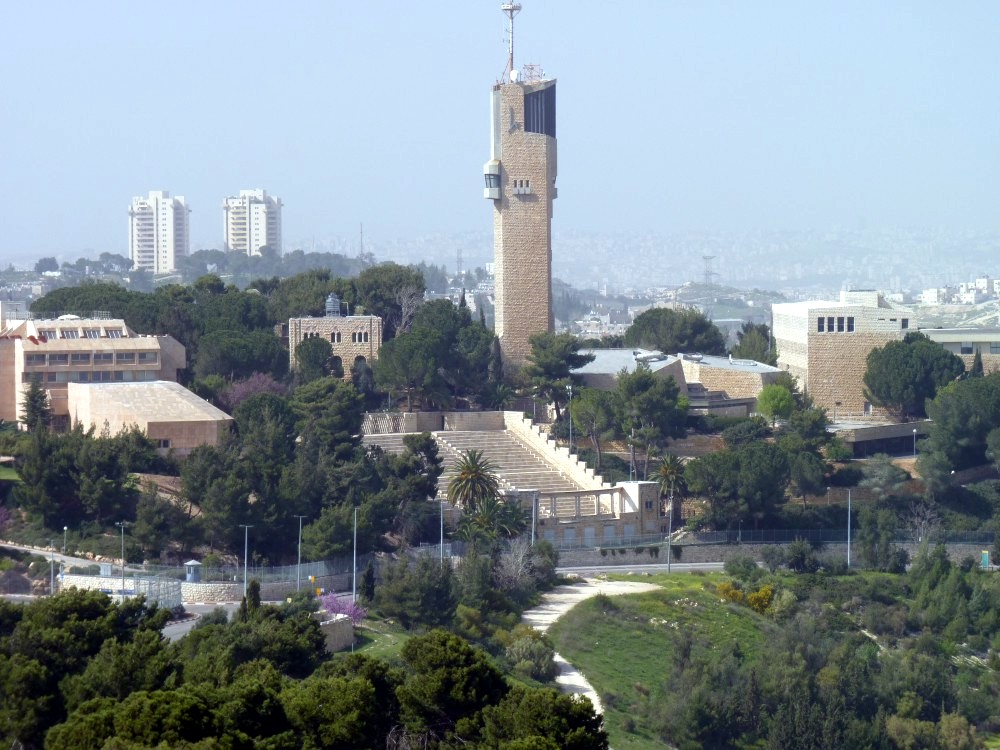
예루살렘 히브리 대학

탈피오트 후보생이 되면 총 9년을 복무하게 된다.
우선 3년간 히브리대에서 학위 공부를 하는데, 후보생들은 히브리대 재학 중 틈틈이 부대에 파견된다. 현장을 직접 체험하면서 군의 문제를 몸소 파악해 더 실전적인 생각을 할 수 있게 되는 것이다. 교육 과정을 마치면 수학, 물리학, 컴퓨터공학 등의 학사 학위를 받는다.
3년의 대학 과정을 마친 후 학사학위 취득과 동시에 중위로 임관하고 각 부대에 배속되어 6년 간의 의무 복무를 하게 된다. 개인의 선택 및 능력에 따라 조종사, 사이버 부대, 특수 부대 등 야전부대에 배치되어 2년 동안 복무하고, 이후 4년은 야전 경험을 바탕으로 이스라엘군 연구소나 방산업체에 소속되어 신무기 관련 연구개발에 참여하게 된다. 이들은 주로 각 부대의 연구개발 부서에 배치되어 장교로서 대우받으며 본인이 원하는 프로젝트에 참여할 수 있는 특권을 보장받는다.
탈피오트는 학위를 취득한 이들을 자신의 관심 분야에 적합한 국방연구개발 부서에 배치하여 6년간의 의무 복무를 수행하게 함으로써 국방과학기술 분야의 전문성을 공고히 할 수 있게 할 뿐만 아니라 전역 이후에도 관련 분야의 창업으로 이어질 수 있는 장기적 연구의 밑거름을 제공하고 있다.
| 학년       | 주요 목표 | 세부 교육 및 훈련 내용 |
| ---------- | --- | --- |
| 1학년 과정 | 수학, 물리 및 컴퓨터 공학을 학습하며 문제 해결의 기초를 다짐                                                                            | -기본 전투 훈련 기간 11~12주, 두 학기 최대 34주간 운영 -5~6주간 군대 오리엔테이션 및 IDF의 다른 부대 방문 -임원 훈련과정 이수 |
| 2학년 과정 | 수학, 물리학 및 컴퓨터 과학 분야에서 높은 수준의 적성을 확보함 (탈피오트 졸업생의 3분의 1은 컴퓨터 공학 학위를 취득)                    | -36주간의 연구 -최대 3개월 동안 IDF의 여러 부대･기관을 방문하여 그들의 문제와 해결책 알아보기 -엄격한 낙하산 훈련 |
| 3학년 과정 | 모든 교육과 훈련을 통합하여 지도력 및 학업능력을 연마하고, 전자기술･기체 역학･통신 시스템･군사 기술 등을 포함한 넓은 범위의 수업을 받음 | -군사 공학, 레이더, 안테나, 군사 통신에 관한 탄탄한 배경 지식 습득 -역사, 미술사, 철학, 유대인 사상 및 아랍어 학문을 포함한 히브리대학교의 광범위한 인문과학 및 사회과학 수업 이수 -전공 학문과 전문분야 결정 -IDF 내의 직위에 대한 면접 시행 |

## 주요 성과

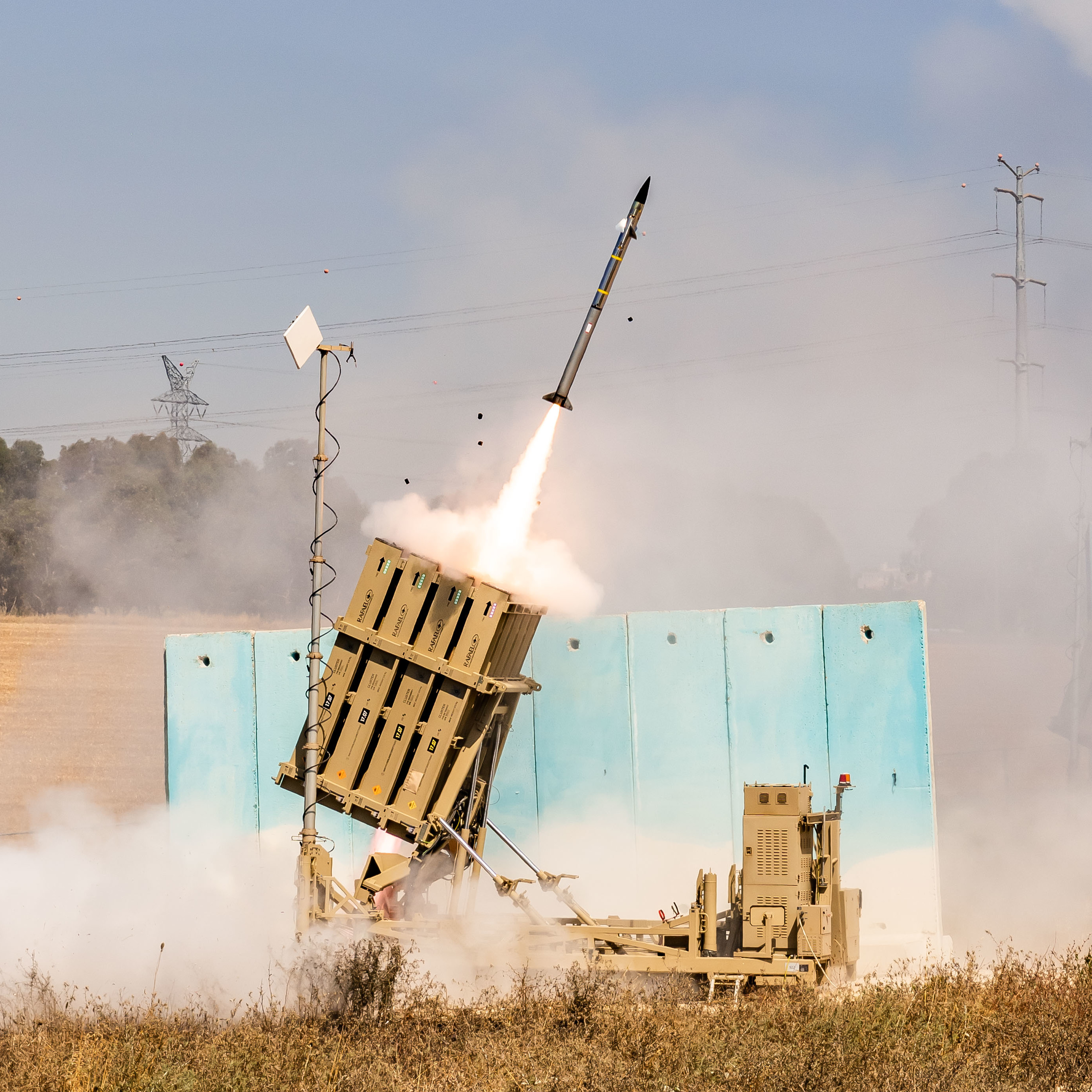
이스라엘의 아이언돔

### 미사일 방어체제
탈피오트 출신 인재들의 활약으로, 이스라엘은 단거리 요격 미사일인 아이언돔과 중장거리 지대공 미사일 방어체 제인 데이비드 슬링(David’s Sling), 장거리 탄도 미사일 요격 체제인 애로우 시스템(Arrow System)으로 구성된 다층 미사일 방어체제를 구축하고 있다.

### 스타트업

ICQ 로고

스타트업 강국 이스라엘의 명성에는 탈피오트가 기여한 바가 크다. 탈피오트는 최고의 엘리트 조직으로서 졸업 이후에도 '탈피넷'과 같은 모임을 통하여 선후배가 서로를 끌고 당겨주는 네트워크를 구축해 이스라엘 스타트업 세계를 이끌어가고 있다.  1990년대 말 윈도우 사용자들을 위한 채팅 프로그램을 만들었던 ICQ는 AOL에 무려 4억 달러에 인수되었다. 탈피오트 출신들이 만들었던 ICQ는 이스라엘 기업 매각 금액 중 최고치를 기록하며 젊은이들의 창업 열정에 불을 지폈다.
탈피오트 출신들은 군사과학기술 분야의 성과를 스핀오프(Spin-off)를 통해 다양한 기술로 개발･활용하여 국가 혁신과 창업에 확산･기여하는 형태로 발전시켜 왔다. 실제 이스라엘 주요 벤처기업가의 80%가 탈피오트 출신으로, 이들은 군에서 개발한 기술을 산업으로 전파하여 수많은 혁신을 일으킨 바 있다.

모사드

### 모사드와 8200부대
세계 최강 정보기관으로 알려진 이스라엘의 모사드와 최고의 사이버 첩보부대로 인정받는 8200부대의 핵심대원들 다수가 탈피오트 출신이다. 2007년 이스라엘 공군의 F-15가 시리아 핵시설을 공격할 때에도 8200부대가 시리아의 방공망을 사이버 공격으로 마비시키며 활약한 바 있는데, 이 사이버 공격의 성공 핵심요인은 탈피오트 멤버들이 설계한 '사이버 병기'였다고 볼 수 있다.

## 책임부서

### MAFAT(이스라엘 국방부 국방연구개발국)
MAFAT은 특수 연구개발부대를 전신으로 하여 설립된 부서로 이스라엘의 무기 및 국방 과학 기술 개발 프로젝트의 조달 및 관리, 방위산업 발전과 해외 무기 구매와 판매 등을 위한 정책 수립과 추진, 그리고 탈피오트 프로그램 운영을 담당하고 있다. MAFAT에는 탈피오트의 교육과정을 관리하는 운영위원회가 있는데, 이 위원회에서 훈련, 교육과정 및 졸업 군인들의 배치 등 탈피오트 운영을 위한 주요 사항을 결정한다. 즉, 국방부의 연구개발 담당 부서인 MAFAT이 직접 탈피오트 프로그램 전반을 총괄･관리･운영함으로써 탈피오트 프로그램의 성공에 핵심적인 역할을 하고 있다.

## 유명인물

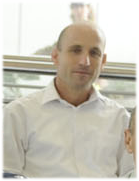
오피르 쇼함

### 오피르 쇼함(Ophir Shoham)
오피르 쇼함은 탈피오트 출신 중에서 군에서 가장 높은 자리에 오른 인물로, 탈피오트 졸업 후 이스라엘 방위군, 해군 및 국방부의 요직을 거쳐 예비역 준장으로 이스라엘 국방부 국방연구개발국의 책임자를 역임하고, 작전 참모로서 이스라엘의 다층 미사일 방어체제 추진 책임을 맡은 바 있다. 전역 후에는 이스라엘의 기술 스타트업 이사회의 의장을 역임하고 있다.

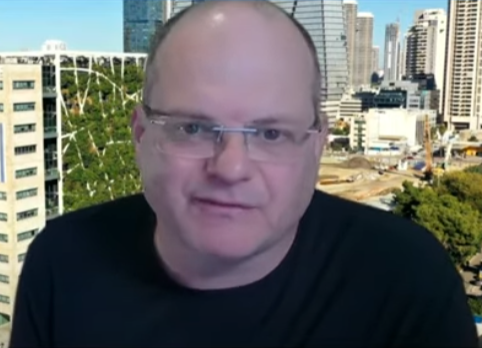
길 슈웨드

### 길 슈웨드(Gil Shwed)

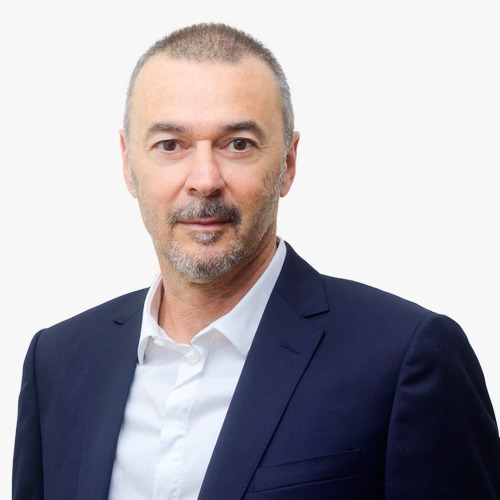
마리우스 나흐트

Check Point 로고

길 슈웨드는 이스라엘의 소프트웨어 엔지니어이자 기업가이다.  그는 이스라엘 최대의 기술 회사 중 하나이자 세계 최대 순수 사이버 보안 회사인 Check Point Software Technologies Ltd의 공동 창립자이자 CEO이다. 컴퓨터 방화벽 기술을 최초 개발해낸 것으로 알려져있다.

### 마리우스 나흐트(Marius Nacht)
마리우스 나흐트는 이스라엘의 선도적인 기업가, 창립자 및 투자자 중 한 명이다. 1993년에는 Gil Shwed, Shlomo Kramer와 함께 Check Point Software Technologies Ltd를 공동 창립했으며 이스라엘 사이버 보안 산업의 창시자 중 한 명으로 평가된다. Check Point는 현재 시가총액이 약 180억 달러에 달하는 나스닥 100대 기업이다.

## 벤치마킹 사례

### 한국
이스라엘의 탈피오트 제도를 벤치마킹한 대한민국의 과학기술전문사관 제도는 이공계 우수 대학생을 유치하여 국방과학기술 인재를 육성하기 위한 제도로서, 국방부가 과학기술정보통신부와의 협업을 통해 2014년부터 시행하고 있다. 

#### 과학기술전문사관 제도 현황
과기사관은 전국 4년제 대학 이공계 학사과정 4~5학기 재적생인 지원자를 대상으로 3단계 전형을 거쳐 연 25명 규모의 후보생을 선발하는데, 선발자에게는 국가우수장학금(이공계) 재원을 활용하여 등록금 전액 및 전문역량개발비 연 500만 원을 과기부에서 지원한다. 임관 전 일반 전공 외 국방과학기술･창업･현장실습 교육을 받고, 임관 후에 국방과학연구소(ADD)에서 18주 간 보수교육을 받는다. 학사과정을 졸업한 후에는 임관 종합평가를 거쳐 소위로 임관하게 되며, ADD 등에서 3년간 연구개발 임무를 수행한다. 2022년까지 제1기~9기 과기사관 후보생 218명이 선발되었고, 제1기~7기 과기사관 135명이 소위로 임관하였으며, 제1기~4기 과기사관 79명이 중위로 전역한 바 있다. 2014년의 최초 선발이 시작된 이래 경쟁률은 점차 감소하는 추세로 2022년 경쟁률은 3.7대 1이며, 학업이나 취업 등을 사유로 최초 선발 인원의 5분의 1 정도가 중도 탈락하고 있다.
한국의 과기사관 제도와 이스라엘 탈피오트 제도의 가장 큰 차이점은 탈피오트 학생들은 히브리대학에서 탈피오트만의 특별 교육을 받는 반면, 우리 과기사관들은 개별 대학에서 일반 교육과정을 수학하면서 국방과학 과목, 창업교육, 현장실습 등을 추가로 이수한다는 점이다. 또한, 수학, 물리, 컴퓨터 공학 엘리트인 장교가 교관으로서 교육을 담당한다는 점, 교육 기간에도 급여가 제공된다는 점, 그리고 의무복무 기간이 6년이라는 점, 제대 이후 군 또는 방산기업에 근무할 수 있다는 점 등도 우리 과기사관 제도와는 차별되는 탈피오트만의 특징이라고 할 수 있겠다.
| 구분          | 탈피오트(1979~) | 과학기술전문사관(2014~)                                                                                     |
| ------------- | --- | --- |
| 선발          | -고교 졸업 후 사관후보생으로 선발 -연간 50명 선발 | -대학 2~3학년 재학중 장교예비후보생으로 선발 -연간 25명 선발                                                |
| 교육          | -첨단무기시스템 개발에 필수적인 물리학, 수학, 컴퓨 터 공학 복수전공 -군사훈련, 부대방문 및 문제해결 -군사공학, 레이더, 군사통신 등에 관한 배경지식 -프로젝트를 통해 군대의 기술적 난제 해결 -방학동안 부대 현장경험 2주 ※ 육, 해, 공군 연구개발원 內 최고 선호 직위의 직무 분석을 통해 3년 교육과정 계획 ※ 통상 4년 소요되는 학위과정을 3년에 이수하면서 군사훈련 및 연구프로젝트 수행 병행 등으로 학업량 과중, 25%는 중도 탈락 | ※ 3, 4학년 기간 동안 일반전공과목 外 -국방과학과목(年 12학점) -창업교육(年 6학점) -현장실습(年 40시간, ADD) |
| 교관          | -장교로서 전략적 리더쉽을 갖춘 세계 최고 수준의 수학, 물리, 컴퓨터 공학 엘리트 | -해당 없음                                                                                                  |
| 의무복무 기간 | -중위 임관, 6년 복무 | -소위 임관, ADD에서 3년 복무                                                                                |
| 임관 후 활동  | -군내 연구개발 및 방산기업에서 연구요원으로 근무 | -연구과업에 직접 참여(55%) 또는 단순지원 역할 수행(45%)                                                     |
| 급여          | -교육 기간은 병사월급의 2배, 의무복무 기간은 장교 월급 | -교육 기간 급여 없음, 의무복무 기간은 장교 월급                                                             |
| 장학금        | -장학금(학비+생활비) | -이공계 우수국가장학금(2년) + 전문역량개발비 (年500만원)                                                    |

## 같이 보기
- 이스라엘 방위군
- 욤키푸르 전쟁
- 히브리대학
- 모사드
- 체크포인트

## 참고문헌
- 제이슨 게위츠, 《이스라엘 탈피오트의 비밀》, 알에이치코리아, 2018.
- 김도희, 〈이스라엘 탈피오트 제도와 시사점〉,《외국 입법·정책 분석 제 38호판》, 국회입법조사처, 2023.
- 노석조, 《강한 이스라엘 군대의 비밀》, 메디치, 2018.
- 대한민국 국회, 「한국형 탈피오트 라운드테이블 자료집」 (2023.6.15.)
- 천백민, "엘리트 군대 경험이 스타트업 창업 밑거름", 《동아비즈니스 리뷰 2022.09. Issue 2 353호》, 2022.
- https://clairion.com/team/ophir-shoham/, 2024년 1월 17일에 확인함.